# Andrea G. Eckhardt
Andrea G. Eckhardt (geb. Müller) ist eine deutsche Erziehungswissenschaftlerin und Hochschullehrerin.

## Leben
Eckhardt studierte von 1994 bis 1998 und von 2000 bis 2002 Erziehungswissenschaften und Soziologie an der Martin-Luther-Universität Halle-Wittenberg. In den Jahren 1998–2000 erhielt sie ein Fulbright-Stipendium und studierte Soziologie an der University of Iowa. An der Universität Halle-Wittenberg war sie von 2001 bis 2003 als wissenschaftliche Mitarbeiterin am Fachbereich Erziehungswissenschaften tätig. Von 2003 bis 2006 war Eckhardt Stipendiatin am Max-Planck-Institut für Bildungsforschung und im dortigen Forschungsbereich Erziehungswissenschaft und Bildungssysteme als wissenschaftliche Mitarbeiterin tätig. Nach der 2006 erfolgten Promotion an der FU Berlin war Eckhardt von 2007 bis 2011 Grundsatzreferentin für Lebenslagen und Entwicklung von Kindern in der Abteilung Kinder und Kinderbetreuung des Deutschen Jugendinstituts. Zudem war sie von 2009 bis 2011 Postdoktorandin im Forschungskolleg „Frühkindliche Bildung“ der Robert Bosch Stiftung. Seit Oktober 2011 wirkt Eckhardt als Professorin an der Fakultät Sozialwissenschaften der Hochschule Zittau/Görlitz. Eckhardt war an der Durchführung der 2012 abgeschlossenen „Nationalen Untersuchung zur Bildung, Betreuung und Erziehung in der frühen Kindheit“  beteiligt. Im Jahr 2018 habilitierte Eckhardt sich an der Otto-Friedrich-Universität Bamberg und erhielt die Lehrbefähigung für Empirische Bildungsforschung.
Eckhardt war 2015–2018 Studiendekanin der Fakultät Sozialwissenschaften an der Hochschule Zittau/Görlitz. Sie ist Mitglied der Deutschen Gesellschaft für Erziehungswissenschaft sowie des „Instituts Bildung, Information und Kommunikation“ (BIK). Eckhardt ist zudem Mitherausgeberin der Zeitschrift Diskurs Kindheits- und Jugendforschung.

## Schriften (Auswahl)
- Sprache als Barriere für den schulischen Erfolg. Potentielle Schwierigkeiten beim Erwerb schulbezogener Sprache für Kinder mit Migrationshintergrund (Zugl.: Berlin, Freie Univ., Diss., 2008), Waxmann, Münster/New York/München/Berlin 2008, ISBN 978-3-8309-2038-0.
- mit Wolfgang Tietze, Fabienne Becker-Stoll, Joachim Bensel u. a. (Hrsg.): Nationale Untersuchung zur Bildung, Betreuung und Erziehung in der frühen Kindheit (NUBBEK), Verlag Das Netz, Weimar/Berlin 2013, ISBN 978-3-86892-026-0.